# 357. Infanterie-Division (Wehrmacht)
Die 357. Infanterie-Division war eine deutsche Infanteriedivision im Zweiten Weltkrieg. 

## Geschichte

### Aufstellung
Die Division wurde am 7. November 1943 auf dem Truppenübungsplatz Mitte bei Radom im Generalgouvernement Polen aufgestellt. 

### Verlegung an die Ostfront
Die Einheit wurde an der Ostfront gegen die Rote Armee eingesetzt (Kampfgebiete Westukraine, Ungarn, Slowakei und später im südmährischen Raum). 

### Auffrischung durch Eingliederung der ID Breslau
Ende August 1944 folgte die Auffrischung durch die Infanterie-Division Breslau. 

### Kapitulation
Am 8. Mai 1945 ergab sich die Einheit im Raum Deutsch-Brod in Böhmen der Roten Armee.

## Persönlichkeiten
- Roman Jäger, nationalsozialistischer Jurist und seit 1938 Mitglied des nationalsozialistischen Reichstags war Offizier im Grenadier-Regiment 946.